# Schallquelle
Eine Schallquelle ist ein Objekt, das dem atmosphärischen Druck einen zusätzlichen Wechseldruck überlagert, den Schalldruck, und auf diese Weise Schallwellen erzeugt. In der Tontechnik ist eine musikalische Schallquelle ein Klangkörper, wie etwa eine Orgel, ein Streichquartett oder ein Klaviertrio.
Jeder Körper, der in einem Übertragungsmedium schwingt, ist eine Schallquelle, auch wenn der Schall, wie etwa Infraschall und Ultraschall, nicht immer für den Menschen wahrnehmbar ist.
Durch elektronische Mittel lassen sich primäre Schallquellen wie Musikinstrumente, Sänger, Maschinen oder natürliche Geräusche auch an anderem Ort und zu anderer Zeit wiedergeben. Zur Wiedergabe dienen meist Lautsprecher als elektro-akustische Schallwandler, die dann ebenfalls eine Schallquelle darstellen.
Schallquellen können eingeteilt werden in Nutzschallquellen (z. B. Musik) und Störschallquellen, bei denen die Schallentwicklung ein ungewollter Nebeneffekt ist (z. B. Presslufthammer oder Straßenverkehr).
Phantomschallquellen werden von zwei oder mehreren realen Schallquellen erzeugt, deren Signale geringe Laufzeitunterschiede aufweisen und so den Eindruck erwecken, die Schallquellen befänden sich an einem anderen Ort, als tatsächlich der Fall ist. Als Schallquellen dienen hier in der Regel Lautsprecher.
Mit einer ausreichend hohen Anzahl von Lautsprechern kann auch eine virtuelle Schallquelle erzeugt werden (Huygenssches Prinzip). Die Elementarwellen synthetisieren dabei die von der virtuellen Schallquelle ausgehende Wellenfront physikalisch. Ihr scheinbarer Ausgangspunkt ist dabei nicht, wie bei der Phantomschallquelle, vom Standort des Zuhörers und von psychoakustischen Effekten abhängig. Wie eine reale Schallquelle wird sie immer an ihrem scheinbaren Ausgangspunkt geortet. Nach dem Prinzip der Wellenfeldsynthese kann mit solchen virtuellen Schallquellen die Akustik des Aufnahmeraumes simuliert werden.